# 埃尔波沃
埃尔波沃，是西班牙阿拉贡自治区特鲁埃尔省的一个市镇。总面积64平方公里，总人口129人（2001年），人口密度2人/平方公里。